# Stora Vänsberget
Stora Vänsberget är ett naturreservat i Gällivare och Överkalix kommuner i Norrbottens län.
Området är naturskyddat sedan 2009 och är 5,7 kvadratkilometer stort. Reservatet omfattar Stora Vänsberget och norra delen av Skavelberget med en mindre myr emellan. Reservatet består av gammal tallskog, gammal granskog samt partier lövskogar.  